# Lernmethode
Lernmethode ist ein Kompositum aus den Teilen „Lernen“ und „Methode“ (altgriechisch μετα metá und „Weg“ altgriechisch ὁδός hodós) mit der Bedeutung „Weg zu etwas hin“. Die „Allgemeine Didaktik“ versteht darunter den „Weg zu einem bestimmten Lernziel“. Lernmethoden sind danach Wege zu neuen Strukturbildungen im Bereich des Wissens, Handelns, der Einstellung oder des Verhaltens. Der Begriff wird außerhalb der Fachdisziplin Didaktik auch mit Bezeichnungen wie „Didaktische Konzepte“ oder „Lerntechniken“ gleichgesetzt. Die Fachwissenschaft selbst unterscheidet  zwischen Prozessen und Akteuren des Vermittelns und des Aneignens, zwischen Lehren und Lernen, die im praktischen Bildungsgeschehen ineinandergreifen und zusammenwirken.

## Begriffsbestimmungen, nähere begriffliche Eingrenzungen
Lernmethoden im weiteren Sinne erleichtern es einer lernenden Person, sich neues Wissen und Können (letzteres in Form von Fertigkeiten), gegebenenfalls in Gestalt neuer Kompetenzen, anzueignen. Lernmethoden können Lernprozesse gestalten, unterstützen, fördern und optimieren. Sie können unterschiedlich komplex sein. Lerntechniken sind in der Regel wenig komplex und beziehen sich auf Teilaspekte des Lernens, etwa Techniken zum Einprägen oder Wiederholen von Material. Lernstrategien sind zielangepasste Kombinationen von Lerntechniken. In der Psychologie unterscheidet man je nach Fokus kognitive, metakognitive und motivationale Lernstrategien sowie Strategien des Ressourcenmanagements. Zuweilen werden auch bewusste Arrangements von Lernprozessen oder Lernsituationen durch Lehrende als Lernmethoden bezeichnet. Zudem wird der Begriff auch für kommerzielle Programme verwendet, die meist eine erhebliche Steigerung der Lerneffektivität oder -effizienz oder gar Lernen im Schlaf versprechen (etwa Hypnopädie). Diese Versprechen wie auch die Methoden haben in der Regel keine empirischen Belege; der Glaube an die Wirksamkeit erklärt sich eher durch Vermarktungsstrategien und fehlerhafte Selbstbeobachtung der Nutzer.
Der Einsatz von Lernmethoden ist in der Regel mit Anstrengung bzw. einem gewissen kognitiven Aufwand verbunden, kann aber durch Übung gesenkt werden. Unter günstigen Lernumständen gilt es für die Lernenden, Lernmotivation durch die Verbindung unterschiedlicher Lernmethoden (z. B. in der Form des mehrdimensionalen Lernens) möglichst aufrechtzuerhalten und in den Dienst des Lernziels zu stellen.
Lernmethoden sind von Lehrmethoden, die z. B. von Lehrkräften eingesetzt werden, zu unterscheiden. Bei der Auswahl der geeigneten Lernmethoden sind die Lernausgangslage des Lernenden und die Lernziele von Bedeutung. Zur Einschätzung des eigenen Lernsettings auf Seiten des Lernenden kann eine professionelle Unterstützung (z. B. Erzieher, Eltern, Lehrer, Coach) für die Lernmethodenwahl hilfreich sein.
Wie die Lehrmethoden, sollten auch die gewählten Lernmethoden auf den Erkenntnissen der Lernpsychologie beziehungsweise der Pädagogischen Psychologie aufbauen, um möglichst eine gewünschte Wirkung zu entfalten. Effektives Lernen bedarf in der Regel eines längerfristigen systematischen Aufbaus, angestrebte Lernziele sollten präzise gesetzt und schrittweise erreichte Lernergebnisse durch korrespondierende Lernkontrollen überprüft werden.
Die Lernpsychologie wie auch die Pädagogische Psychologie sind grundsätzlich in der Lage, durch empirische Untersuchungen wirksame von weniger wirksamen Lernmethoden zu unterscheiden. Hierbei muss allerdings beachtet werden, dass die Effektivität verschiedener Methoden unter unterschiedlichen Kontextbedingungen (etwa bei unterschiedlichen Lernzielen, unterschiedlichem Material oder verschiedenen Personen) stark variieren kann.

## Systematisierung von Lernmethoden
Es gibt unterschiedliche Systematisierungen von Lernmethoden, beispielsweise nach angestrebten Zielen oder Kompetenzen, nach erforderlicher Sozialform und nach den Phasen des Lernens, in denen eine Methode eingesetzt werden kann.

### Beispiele für Lerntechniken
- Mnemotechnik – stellt Merkhilfen zur Verbesserung des Speicherns und Abrufens von Informationen bereit, darunter die Loci-Methode, ein spezielles raumbasiertes Verfahren für umfangreichen Lernstoff ohne besondere Bedeutung, etwa Listen von Namen
- SQ3R-Methode – Methode zur Förderung tiefen Lesens
- Visualisierungstechniken wie das Assoziogramm (Mindmapping)
- Spaced repetition, und als Hilfsmittel davon Lernkartei und Lernkartei-Software
- Anfertigen von Inhaltsverzeichnissen oder Gliederungen sowie Exzerpte (Zusammenfassungen) anfertigen

### Beispiele für Lernverfahren
Wichtige Lernverfahren, die Lernmethoden recht ähnlich sind, beziehen sich auf:
- die Wiederholung von Gelerntem (darunter beispielsweise die Technik der spaced repetition)
- die Ausarbeitung neu zu erlernender Inhalte, wobei eine Integration von neu Erlerntem in bereits vorhandenes Vorwissen erfolgen soll
- die Organisation des Materials.

## Unterscheidung des Lernens nach der Rolle des Lernenden im Lernprozess
Zuweilen werden auch Lernkonzepte oder didaktische Konzepte für Lernmethoden gehalten. Beispiele dafür sind die folgenden.
- Entdeckendes Lernen – ein Lernkonzept, bei dem der Fokus nicht auf der Vermittlung durch eine Lehrperson liegt, sondern auf der Erfahrung und den kognitiven Verarbeitungsprozessen des Lernenden.
- Projektlernen – ein Lernkonzept, bei dem im Team an komplexen Vorhaben (Projekten) gearbeitet wird.
- Programmlernen – ein Lernkonzept, bei dem ein selbstständiges Lernen anhand von strukturierten Aufgabenreihen (Programmen) praktiziert wird.

## Kombination und Ineinandergreifen unterschiedlicher Lerntechniken zu einer Lernstrategie
Mehrdimensionales Lernen beinhaltet einerseits im methodischen Bereich den Einsatz mehrerer miteinander verbundener Lerntechniken und andererseits beim Lernenden die Aktivierung verschiedener seiner Lernpotenzen. Es handelt sich um eine Methodenkombination des Lernens, die eine Reihe verschiedener Fähigkeiten des Lernenden für den Aneignungsprozess miteinander verknüpft und in unterschiedlichen Lernformen zusammenbringt.